# Biancheng (köpinghuvudort i Kina, Jiangsu Sheng, lat 32,06, long 119,30)
Biancheng (kinesiska: 边城, 边城镇) är en köpinghuvudort i Kina. Den ligger i provinsen Jiangsu, i den östra delen av landet, omkring 47 kilometer öster om provinshuvudstaden Nanjing. Antalet invånare är 34 486. Befolkningen består av 17 018 kvinnor och 17 468 män. Barn under 15 år utgör 8,0 %, vuxna 15-64 år 77 %, och äldre över 65 år 13,0 %.
Runt Biancheng är det tätbefolkat, med 493 invånare per kvadratkilometer. Närmaste större samhälle är Guyang, 16,1 km nordost om Biancheng. Trakten runt Biancheng består till största delen av jordbruksmark.
Genomsnittlig årsnederbörd är 1 277 millimeter. Den regnigaste månaden är juli, med i genomsnitt 262 mm nederbörd, och den torraste är december, med 31 mm nederbörd.